# Beteiligungen und Eigenbetriebe der Freien Hansestadt Bremen
Die Beteiligungen und Eigenbetriebe der Freien Hansestadt Bremen sind Organisationseinheiten, in die die Freie Hansestadt Bremen (Land und Stadtgemeinde) einen Teil ihrer Aufgaben ausgelagert hat. Diese Struktur der Aufgabenverteilung auf Kernverwaltung, Eigenbetriebe und Beteiligungen wird als Konzern Bremen bezeichnet.

## Allgemeines
Nach einem Bericht des Senats über Beteiligungen, Eigenbetriebe und Museumsstiftungen vom 27. November 2012 wurden durch Bremen 2011 Zuschüsse für die Gesellschaften in Höhe von 151,2 Millionen Euro und für die Eigenbetriebe und Museumsstiftungen von 81,7 Millionen Euro gewährt. Die Rückflüsse aus den Gesellschaften an den Haushalt beliefen sich auf 38 Millionen Euro.
2011 gab es in den Gesellschaften 16.888 Beschäftigte und bei den Eigenbetrieben, Museumsstiftungen und Immobilien Bremen 3117 Beschäftigte.

## Eigenbetriebe
Eigenbetriebe sind nicht rechtsfähige, aber wirtschaftlich und organisatorisch selbstständige Einheiten zur Erfüllung öffentlicher Aufgaben. Die Beschäftigten verbleiben im Dienste des Rechtsträgers. Die Wirtschaftsführung ist eigenverantwortlich, das Rechnungswesen folgt den Vorschriften für Kaufleute.
Eigenbetriebe werden durch Gesetz auf der Basis des Bremischen Gesetzes für Eigenbetriebe und sonstige Sondervermögen des Landes und der Stadtgemeinden gegründet. Über Eigenbetriebe des Landes beschließt die Bürgerschaft, über die der Stadtgemeinde Bremen die Stadtbürgerschaft. Ganz überwiegend handelt es sich bei den Eigenbetrieben um frühere Behörden, die wirtschaftlich und organisatorisch aus dem allgemeinen Haushalt ausgegliedert wurden.
Das Beschäftigungsvolumen bei den Eigenbetrieben der Freien Hansestadt Bremen beträgt ca. 2.700 Vollzeitäquivalente.

### Werkstatt Bremen
Werkstatt Bremen ist ein am 1. Januar 1993 aus dem Amt Werkstatt Bremen gebildeter Eigenbetrieb der Stadtgemeinde Bremen. Er bietet im Wesentlichen Arbeitsangebote für Menschen mit Behinderungen. Kernstück sind die Martinshof-Werkstätten, die im Rahmen von beruflicher Förderung marktgerecht fertigen.

### Umweltbetrieb Bremen
Rückwirkend zum 1. Januar 2010 wurde aus Stadtgrün Bremen und den Bremer Entsorgungsbetrieben der neue Eigenbetrieb Umweltbetrieb Bremen gebildet.

#### Stadtgrün Bremen
Der Eigenbetrieb Stadtgrün Bremen war am 1. Januar 1998 aus dem ehemaligen Gartenbauamt Bremen hervorgegangen. Er ist für Grünplanung, Grünpflege, Friedhöfe und den Betrieb des Krematoriums verantwortlich. Der Eigenbetrieb beschäftigte zuletzt rund 450 Mitarbeiter.
Zu den von Stadtgrün bewirtschafteten Grünanlagen zählten unter anderem die Bremer Wallanlagen, der Focke-Garten und Knoops Park sowie die Friedhöfe Osterholz, Riensberg und Walle. Dagegen sind beispielsweise der Achterdiekpark und der Bürgerpark in der Trägerschaft privatrechtlicher Vereine.

#### Bremer Entsorgungsbetriebe
Der Eigenbetrieb Bremer Entsorgungsbetriebe (BEB) wurde am 1. Januar 1992 von der Stadtgemeinde Bremen gegründet und übernahm die Aufgaben des früheren Amtes für Stadtentwässerung und Stadtreinigung (ASS). Die BEB waren für die Abfallbeseitigung und Abwasserentsorgung verantwortlich. Diese Aufgaben wurden im Laufe der Folgejahre verschiedenen privaten Unternehmen übertragen. Die Abfallbeseitigung erfolgt heute durch die Nehlsen-Gruppe mit ihren Tochtergesellschaften Entsorgung Nord GmbH (ENO) und Reinigungs- und Entsorgungsservice Nord GmbH (RNO) sowie die swb Entsorgung GmbH (bis 2008: Abfallbehandlung Nord GmbH, ANO). Für die Abwasserentsorgung ist die hanseWasser Bremen GmbH zuständig.

### Stadtbibliothek Bremen
Die 1902 gegründete Stadtbibliothek Bremen wurde zum 1. Januar 1999 in einen Eigenbetrieb der Stadtgemeinde Bremen umgewandelt. Sie finanziert sich zu 9,5 % aus Erlösen und zu 90,5 % aus öffentlichen Zuschüssen. Der Eigenbetrieb hat ca. 130 Beschäftigte.

### Bremer Volkshochschule
Die Bremer Volkshochschule wurde zum 1. Januar 1999 in einen Eigenbetrieb der Stadtgemeinde Bremen umgewandelt. Sie finanziert sich zu 56 % aus Erlösen und zu 44 % aus öffentlichen Zuschüssen. Der Eigenbetrieb hat ca. 50 Beschäftigte.
Seit 2007 ist die Volkshochschule im ehemaligen Kaufhaus Bamberger ansässig.

### Musikschule Bremen
Die Musikschule Bremen wurde 1999 Eigenbetrieb und ab 1. Januar 2020 wieder eine untergeordnete Dienststelle beim Senator für Kultur.

### KiTa Bremen
Der Eigenbetrieb KiTa Bremen erbringt seit seiner Gründung am 1. August 2004 auf dem Gebiet der Stadtgemeinde Bremen Leistungen in Tageseinrichtungen auf der Grundlage des Bremischen Gesetzes zur Förderung von Kindern in Tageseinrichtungen und in Tagespflege. Insbesondere betreibt er Kindertagesstätten.
Der Betrieb hat ca. 2500 Beschäftigte und bietet ca. 9000 Plätze in Kindertageseinrichtungen an. Er finanziert sich zu 11 % aus Elternbeiträgen und sonstigen Erlösen und zu 89 % aus Zuschüssen und Leistungsentgelten des Trägers.

### Performa Nord
Die Performa Nord wurde zum 1. Januar 2000 als Eigenbetrieb der Freien Hansestadt Bremen (Land) gegründet. Sie bietet Personal-, Arbeitsschutz- und Verwaltungsdienstleistungen für die Dienststellen und Einrichtungen der Freien Hansestadt Bremen und deren Beschäftigte. Die Performa Nord betreibt das Bürgertelefon Bremen, die zentrale Behördennummer der Freien Hansestadt Bremen.
Die Performa Nord ist in sechs Geschäftsbereiche gegliedert:
- Geschäftsbereich A: Abrechnung der Bezüge & Personalservice,
- Geschäftsbereich B: Bürgertelefon Bremen, Bürgerservices und Kita Beitragsservice,
- Geschäftsbereich D: Bundesbau Bremen,
- Geschäftsbereich F: Zentrum für Gesunde Arbeit der Freien Hansestadt Bremen (Arbeitssicherheit, Betriebliche Sozialberatung und Arbeitsmedizin),
- Geschäftsbereich P: Personalbetreuung und Verwaltungsservices (Brief- und Botenpost für die Freie Hansestadt Bremen, Dienstreiseanträge und -abrechnungen, beamtenrechtliche Krankenfürsorge, Freie Heilfürsorge, Dienstunfallfürsorge, Versicherungsleistungen, Digitalisierung) und
- Geschäftsbereich Z: Zentralfunktionen.

Zusätzlich führt Performa Nord die Performa Nord GmbH als Tochtergesellschaft, in der der Vertrieb verortet ist und die Personal-, Arbeitsschutz-, Bürger- und Verwaltungsdienstleistungen von Performa Nord für öffentlich-rechtliche Einrichtungen außerhalb der bremischen Landesverwaltung und Betriebe bundesweit anbietet.

## Anstalten

### Immobilien Bremen
Die Immobilien Bremen, Anstalt des öffentlichen Rechts, wurde zum 1. Januar 2009 gegründet. In ihr sind die Vorgängereinrichtungen Gebäude- und TechnikManagement Bremen, Eigenbetrieb (früher Hochbauamt Bremen), Facility Management Bremen GmbH und Gesellschaft für Bremer Immobilien mbH (früher Liegenschaftsamt Bremen) aufgegangen. Des Weiteren wurden die bis dahin in den Dienststellen vorhandenen Eigenreinigungskräfte der Anstalt zugeordnet.

### Anstalt zur Bildung einer Rücklage zur Versorgungsvorsorge
Die Anstalt zur Bildung einer Rücklage zur Versorgungsvorsorge wurde zum 1. Januar 2005 gegründet. Sie bildet mit ihrem Anstaltsvermögen eine Rücklage zur Finanzierung der Versorgung der Beamtinnen und Beamten, der Richterinnen und Richter sowie der ruhelohnberechtigten Beschäftigten des Landes und der Stadtgemeinde Bremen. Sie hat keinen eigenen Personalkörper.

## Beteiligungen
Als Beteiligungen werden die Gesellschaften privaten Rechts, meist Gesellschaften mit beschränkter Haftung, bezeichnet, die ganz oder teilweise im Eigentum der Freien Hansestadt Bremen stehen. Beteiligungsgesellschaften sind nicht nur wirtschaftlich und organisatorisch, sondern auch rechtlich selbstständig. Ihre Beschäftigten sind bei der Beteiligungsgesellschaft angestellt und unterliegen dem Recht des öffentlichen Dienstes nur eingeschränkt.
Die Freie Hansestadt Bremen soll sich nach der Landeshaushaltsordnung nur dann an einem Unternehmen beteiligen, wenn ein wichtiges Interesse der Freien Hansestadt Bremen vorliegt und sich der von der Freien Hansestadt Bremen angestrebte Zweck nicht besser und wirtschaftlicher auf andere Weise erreichen lässt (§ 65 Abs. 1 Nr. 1 LHO).
Das Beschäftigungsvolumen bei den Beteiligungen der Freien Hansestadt Bremen beträgt ca. 18.000 Vollzeitäquivalente. Die Beteiligungsgesellschaften haben in 2008 direkte Zuschüsse aus dem Haushalt der Freien Hansestadt Bremen von 167 Mio. Euro erhalten.
Wichtige Beteiligungsgesellschaften sind:

### Gesundheit Nord
Der Unternehmensverbund Gesundheit Nord betreibt die kommunalen Krankenhäuser der Stadtgemeinde Bremen. Rechtliche Grundlage für den Komplex ist das Ortsgesetz zur Umwandlung der Krankenhausbetriebe der Stadtgemeinde Bremen in privatrechtliche Unternehmen und zur Errichtung einer Holding- und einer Grundstücksgesellschaft.
Obergesellschaft des Unternehmensverbunds ist die Gesundheit Nord Grundstücksgesellschaft mbH & Co KG, eine Einheitsgesellschaft.
Kommanditistin ist die Stadtgemeinde Bremen mit 100 % der Einlagen. Als Komplementär ohne Kapitaleinlage fungiert die Gesundheit Nord gGmbH Klinikverbund Bremen, die auch die Geschäftsführung der Grundstücksgesellschaft wahrnimmt. Geschäftsgegenstand ist Erwerb und Verwaltung der für den Klinikbetrieb des Verbundes Gesundheit Nord erforderlichen Grundstücke. Die Gesellschaft hält zudem 100 % der Gesundheit Nord gGmbH Klinikverbund Bremen.
Weitere Tochtergesellschaften der Gesundheit Nord gGmbH Klinikverbund Bremen sind die operativ tätigen Gesellschaften
- Klinikum Bremen-Mitte gGmbH
- Klinikum Bremen-Nord gGmbH
- Klinikum Bremen-Ost gGmbH
- Klinikum Links der Weser gGmbH

Weitere Gesellschaft des Verbundes sind
- Gesundheit Nord Dienstleistungen GmbH, die die reinigungs- und küchenbezogenen Leistungen sowie Bewachungs- und Pförtnerdienste im Zusammenhang mit den Krankenhausbetrieben erbringt.
- Rehazentrum Bremen GmbH; Gesellschafter sind die Klinikum Links der Weser gGmbH (51 %) und die Sporthep Werder GmbH (49 %), die ihrerseits zur Werder Bremen GmbH & Co KGaA gehört. Die Gesellschaft leistet insbesondere ambulante und teilstationäre Rehabilitationsmaßnahmen auf dem Sektor Innere Medizin und Orthopädie/Traumatologie. Für 2008 wurden 5,7 Mio. EUR Umsatzerlöse ausgewiesen.
- Ambulanz Bremen GmbH zum Betrieb von medizinischen Versorgungszentren (MVZ)

### Arzneimitteluntersuchungsinstitut-Nord GmbH
Die Arzneimitteluntersuchungsinstitut-Nord GmbH ist zu gleichen Anteilen ein Gemeinschaftsunternehmen der Länder Bremen, Hamburg, Niedersachsen, Schleswig-Holstein, Hessen und Saarland. Sie betreibt ein Arzneimittelkontrolllabor.

### Arbeit und Soziales

#### Bremer und Bremerhavener Arbeit GmbHs
Aufgaben der Arbeitsmarktförderung werden in Bremen und Bremerhaven von der Bremer Arbeit GmbH beziehungsweise der Bremerhavener Arbeit GmbH wahrgenommen. Die Anteile an der Bremer Arbeit GmbH werden vom Land, die Anteile an der Bremerhavener Arbeit GmbH zu 70 % von der Stadtgemeinde Bremerhaven und zu 30 % vom Land gehalten. Zum 1. Januar 2011 wurden die Gesellschaften zur Bremer und Bremerhavener Arbeit GmbH fusioniert.

#### Werkstätten für Behinderte
Arbeits- und Wohnangebote für Menschen mit Behinderungen bieten
- die Werkstatt Bremen mit dem Martinshof Bremen in Bremen und
- die Werkstatt Nord gGmbH mit dem Martinshof Bremen Nord (Werkstatt Nord) im Landkreis Osterholz in Niedersachsen.

Beide Einrichtungen ergänzen sich in ihrem Einzugsgebieten.

### Bankwesen

#### Bremer Aufbau-Bank GmbH
Die Bremer Aufbau-Bank GmbH nimmt als Tochtergesellschaft der WFB Wirtschaftsförderung Bremen GmbH Aufgaben der Wirtschaftsförderung wahr. Sie finanziert Maßnahmen der Wirtschaftsförderung einschließlich Infrastrukturförderung, der Wohnungs- und der Städtebauförderung. Die Bilanzsumme der Bremer Aufbau-Bank GmbH beläuft sich auf 1,4 Mrd. Euro.

#### Bremer Landesbank Kreditanstalt Oldenburg – Girozentrale –
Die Bremer Landesbank, eine Anstalt des öffentlichen Rechts, ist die Landesbank der Freien Hansestadt Bremen. Ihre Anteile werden zu 41,20 % von der Freien Hansestadt Bremen gehalten, zu 54,83 % von der Nord/LB und zu 3,97 % vom Sparkassenverband Niedersachsen.

### Bau- und Grundstücksverwaltung

#### Immobilien Bremen
Die früheren Gesellschaften Facility Management Bremen GmbH und Gesellschaft für Bremer Immobilien mbH wurden rekommunalisiert und sind zusammen mit dem Eigenbetrieb Gebäude- und TechnikManagement in der Anstalt des öffentlichen Rechts Immobilien Bremen aufgegangen.

#### GEWOBA
Die weiteren Aktivitäten der Stadtgemeinde Bremen auf dem Gebiet der Bau- und Grundstücksverwaltung werden in der GEWOBA Aktiengesellschaft Wohnen und Bauen gebündelt. Deren Aktien gehören zu 74,3 % der HAWOBEG. Ein weiterer, kleiner Anteil an der GEWOBA wird von der Freien Hansestadt Bremen (Land) mittelbar über die Bremer Landesbank und die Bremische Grundstücks GmbH gehalten.

#### HAWOBEG
Die HAWOBEG Hanseatische Wohnungs-Beteiligungs-GmbH von 1987 hat als Hauptgesellschafter die Stadtgemeinde Bremen (80 %). Sie hält die Beteiligung an der GEWOBA.

### Hafenbetriebe

#### BLG Logistics Group
Die BLG Logistics Group AG & Co. KG ist ein Logistikunternehmen, das unter anderem einen Teil des Autoumschlags im Bremerhavener Hafen besorgt. Das Unternehmen hat etwa 6000 Beschäftigte (Vollzeitäquivalente).
Die Kommanditeinlagen der KG werden allein von der Stadtgemeinde Bremen gehalten. Anteilseigner der Komplementärin, der Bremer Lagerhaus-Gesellschaft – Aktiengesellschaft von 1877, sind die Stadtgemeinde Bremen (50,4 %), Die Sparkasse Bremen AG (12,6 %) und die Bremer Landesbank Kreditanstalt Oldenburg Girozentrale (12,6 %); weitere 24,4 % befinden sich in Streubesitz.

#### bremenports GmbH & Co. KG
Die bremenports GmbH & Co. KG gehört zu 100 % der Stadtgemeinde Bremen. Es handelt sich um eine typische GmbH & Co. KG. Komplementärin ohne Kapitaleinlage ist die bremenports Beteiligungs-GmbH, die ebenfalls vollständig der Stadtgemeinde Bremen gehört. Die bremenports GmbH & Co. KG nimmt insbesondere hafenbezogene Aufgaben von Land und Stadtgemeinde treuhänderisch wahr.

#### JadeWeserPort Realisierungsgesellschaft mbH & Co. KG
Die JadeWeserPort Realisierungsgesellschaft mbH & Co. KG errichtet, unterhält, finanziert und verwaltet den Tiefwasserhafen JadeWeserPort. Die Freie Hansestadt Bremen ist über die bremenports GmbH & Co. KG als Kommanditist mit 49,9 % beteiligt (Treuhänderbeteiligung), die vom Land Niedersachsen gehaltene JadeWeserPort Logistics Zone GmbH & C. KG mit 50,1 %. Komplementärin ist die JadeWeserPort Realisierungs-Beteiligungsgesellschaft mbH, die identische Beteiligungsverhältnisse aufweist.

#### Fischereihafen-Betriebsgesellschaft mbH
Einziger Gesellschafter der Fischereihafen-Betriebsgesellschaft mbH (FBG) ist das Land Bremen. Neben der Geschäftsbesorgung für das Sondervermögen Fischereihafen/Landseite ist das Unternehmen für diesen Bereich auf den Sektoren Immobilienmanagement, Ver- und Entsorgung und Dienstleistung tätig. Es unterstützt Unternehmen in den Bereichen Entwicklungen, Ansiedlungen, Vermietungen, Verpachtungen, Instandhaltungen, Energieversorgung sowie Tourismus und Kultur (Schaufenster Fischereihafen, Fischbahnhof, Erlebnisausstellung Expedition Nordmeere – Fischereiwelten Bremerhaven, Seefischkochstudio).

##### Institut für Fischqualität GmbH i. L.
Einzige Gesellschafterin des Instituts für Fischqualität GmbH ist die Fischereihafen-Betriebsgesellschaft mbH. Aufgabenschwerpunkte sind sensorische, chemische und mikrobiologische Analytik für Fischwirtschaft und Lebensmittelverarbeitung sowie lebensmittelrechtliche Beurteilungen, Beratungen und Entwicklung von Qualitätsstandards. Die Gesellschaft befindet sich in Liquidation.

#### Columbus Cruise Center Bremerhaven GmbH
Die Columbus Cruise Center Bremerhaven GmbH wird überwiegend von privatwirtschaftlichen Unternehmen gehalten. Die Stadtgemeinde Bremen hat einen Anteil von 43 %. Das Unternehmen betreibt und vermarktet das Kreuzfahrt-Terminal in Bremerhaven. 2012 wurde zusammen mit der Seehafen Wismar GmbH zum Betrieb des Kreuzfahrtterminals in Wismar die Columbus Cruise Center Wismar GmbH gegründet.

### Kultur, Tourismus und Marketing
- botanika GmbH (ehemals Rhododendronpark GmbH). Die auf den Rhododendronpark bezogenen Aufgaben wurden an eine Stiftung abgegeben. Die Gesellschaft nimmt nur noch Aufgaben im Zusammenhang mit der botanika wahr.
- Bremen Marketing GmbH: Zum 1. Juni 2009 aufgegangen in der WFB Wirtschaftsförderung Bremen GmbH[15]
- Bremer Bäder GmbH
- Bremer Ratskeller GmbH
- Bremer Rennbahn GmbH: Aufgegangen in der WFB Wirtschaftsförderung Bremen GmbH[16]
- Theater Bremen GmbH; siehe Theater Bremen
- Bremer Theater Grundstücksgesellschaft mbH & Co KG
- BTZ Bremer Touristik-Zentrale Gesellschaft für Marketing und Service mbH
- Glocke Veranstaltungs-GmbH
- HVG Hanseatische Veranstaltungs-GmbH

Zum 1. Juni 2009 aufgegangen in der WFB Wirtschaftsförderung Bremen GmbH
- MGH Messe- und Ausstellungsgesellschaft HANSA GmbH

Zum 1. Juni 2009 aufgegangen in der WFB Wirtschaftsförderung Bremen GmbH
- Besitzgesellschaft Science Center Bremen GmbH
- Bremer Philharmoniker GmbH; siehe Bremer Philharmoniker

### Kommunikation, Multimedia
- Bremen Online Services Beteiligungsgesellschaft mbH
- bremen online services GmbH & Co. KG
- bremen.online GmbH
- nordmedia – Film- und Mediengesellschaft Niedersachsen/Bremen mbH

### Umwelt
- Hanseatische Naturentwicklung GmbH
- hanseWasser Bremen GmbH

### Verkehr und Logistik
- AHS Bremen Aviation Handling Services GmbH

Die AHS Bremen Aviation Handling Services GmbH ist eine Tochtergesellschaft der Flughafen Bremen GmbH (51 %) und der AHS Aviation Handling Services GmbH (49 %), die ihrerseits teilweise auch der Flughafen Bremen GmbH gehört. Sie erbringt Abfertigungsdienstleistungen am Flughafen Bremen.
- Auto-Parkplatz Hafen GmbH
- Bremen Airport Service GmbH
- Bremer Straßenbahn AG (BSAG), Verkehrsunternehmen für Bremen
- Bremer Verkehrsgesellschaft mbH
- BREPARK GmbH
- Consult Team Bremen Gesellschaft für Verkehrsplanung und Bau mbH
- Delbus GmbH & Co. KG, Verkehrsunternehmen für Delmenhorst
- DelRegio-Verkehrs-Gesellschaft mbH
- Fähren Bremen–Stedingen GmbH
- Flughafen Bremen GmbH
- Flughafen Bremen Elektrik GmbH
- Lasa Schienentechnik GmbH
- Weserbahn GmbH
- ZOB Zentral Omnibus Bahnhof GmbH

### Wirtschafts-, Forschungs- und Projektförderung
- ATB Institut für angewandte Systemtechnik Bremen GmbH
- BIS Bremerhavener Gesellschaft für Investitionsförderung und Stadtentwicklung mbH
- Bremer Design GmbH: Aufgegangen in der WFB Wirtschaftsförderung Bremen GmbH[16]
- Bremer Investitions-Gesellschaft mbH: Zum 1. Juni 2009 aufgegangen in der WFB Wirtschaftsförderung Bremen GmbH[15]
- Gesellschaft für Angewandten Umweltschutz und Sicherheit im Seeverkehr mbH (GAUSS GmbH)
- H.A.G.E. Grundstücksverwaltungsgesellschaft mbH
- Hanse Vermögensverwaltungsgesellschaft mbH
- WFB Wirtschaftsförderung Bremen GmbH

Die WFB Wirtschaftsförderung Bremen GmbH ist zum 1. Juni 2009 aus den bisherigen bremischen Gesellschaften Bremer Investitions-Gesellschaft mbH (BIG), HVG Hanseatische Veranstaltungs-GmbH, Bremen Marketing GmbH und MGH Messe- und Ausstellungsgesellschaft Hansa GmbH hervorgegangen.
- Die BAW Institut für regionale Wirtschaftsforschung GmbH war eine 25%ige Unterbeteiligung. Sie wurde Ende 2010 aufgelöst.

- Ausbildungsgesellschaft Bremen mbH
- Bremer Toto und Lotto GmbH
- Großmarkt Bremen GmbH
- Performa Nord GmbH

In der zentralen Bearbeitung von Personalangelegenheiten wird die Performa Nord nicht nur als Eigenbetrieb für die Freie Hansestadt Bremen und die Stadtgemeinde Bremen, sondern über die Performa Nord GmbH auch für Dritte tätig und tritt damit in Konkurrenz zu privatrechtlichen Anbietern. Die Umsätze mit Dritten machen dadurch etwa 8 % des gesamten Umsatzes aus.

### Bremer Bäder
Hauptaufgabe der Bremer Bäder GmbH ist der Betrieb der ihr von der Stadt zur Nutzung übertragenen öffentlichen Bäder sowie Eislaufflächen. Dazu gehören drei Kombibäder mit jeweils Hallen- und Freibadteil, fünf Hallenbäder, zwei Freibäder, fünf Bewegungsbäder, eine Eissporthalle und ein Fitnessstudio.

## Museumsstiftungen
Neben den Eigenbetrieben und Beteiligungen gehören durch das Gesetz zur Errichtung von Museumsstiftungen mit Wirkung vom 1. Januar 1990 seit 1999 mittelbar zur öffentlichen Hand auch diese rechtsfähige Stiftungen des öffentlichen Rechts:
- das Überseemuseum
- das Focke-Museum[17]

## In die Kernverwaltung rückgeführte Einrichtungen

### GeoInformation Bremen
GeoInformation Bremen war ein Eigenbetrieb der Freien Hansestadt Bremen (Land). Er ist 1995 aus der städtischen Kataster- und Vermessungsverwaltung Bremen hervorgegangen, erhielt 2002 seine heutige Struktur und zog 2005 in die Überseestadt um. Am 12. Oktober 2010 beschloss der Senat, den Eigenbetrieb Geoinformation Bremen zum 1. Januar 2011 in ein Landesamt für Geoinformation zu überführen.
Durch Gesetz vom 16. November 2010 erfolgte die Umwandlung zum Landesamt Geoinformation am 1. Januar 2011. Die Aufgaben umfassen das Liegenschaftskataster, die Vermessung und das Bereitstellen von raumbezogenen Daten. Der Gutachterausschuss ist hier angegliedert.